# Alborosie
Alborosie (Alberto D'Ascola) é um músico italiano, nascido na Sicilia. É multiinstrumentista, toca guitarra, baixo, bateria e piano. Sua carreira musical iniciou na Reggae National Tickets, banda de reggae formada por ele aos 15 anos de idade, foi para a Jamaica em 2001 atraído pela cultura rastafari, onde começou a trabalhar também como engenheiro de som e produtor.

## Biografia
Alborosie começou sua carreira musical na Itália, antes de ir para a Jamaica, onde era conhecido principalmente pela música produzida pelos Reggae National Tickets, grupo de reggae de qual Alborosie (que antes era conhecido como Stena) era líder. Terminada a experiência com o grupo do R.N.Ts., ele decide fazer uma viagem de descoberta das raízes do reggae e da cultura rastafari. Lá ele é bem aceito no círculo musical de Kingston e conquista um grande sucesso, não só na Jamaica, como no resto do mundo com alguns singles como Kingston Town e acima de tudo Herbalist.
Em 2000, aceitou um trabalho de engenheiro de som em Port Antonio, na GeeJam, estúdio do rico produtor John Baker, no meio da selva.
"Albo" então gravou muitas  estrelas internationais como Sade, Eve, Wyclef, Amy Winehouse...
Paralelamente, criou sua própria gravadora, Forward Records, com a ajuda do seu empresário  Specialist; instalou o seu estúdio em Kingston, no bairro popular de Barbican, ganhando o respeito de ícones do reggae, gravando com Sizzla, Jah Cure, Mykal Rose, U-Roy.
Ficou conhecido também e principalmente pela sua capacidade de produção, trabalhando com grandes nomes do reggae da Jamaica e do mundo, como Angie Stone, Les Nubian e Manu Chao.
Seu primeiro álbum solo fou "Soul Pirate" em 2008. Além disso,  teve muitas participações como produtor para artistas do calibre de 50 Cent e Shakira.

## Discografia[2]
Reggae National Tickets
- 1994 - Metropoli selvaggia
- 1996 - Squali
- 1997 - Un affare difficile
- 1998 - Lascia un pò di te
- 1999 - La Isla
- 2000 - Roof Club

Solo
- Rough Tune (2007)EREREE
- Soul Pirate (2008)
- Soul Pirate: European Tour 2008 Limited Edition (2008)
- Escape From Babylon (2009)
- Escape From Babylon to the Kingdom of Zion (2010)
- 2 Times Revolution (2011)
- Sound the System (2013)
- Freedom & Fyah (2016)
- Soul pirate - Acoustic (2017)

Colaborações
- 2004 - Kymani Marley - Burning & Lootin
- 2006 - Zoe - Is Dis Love
- 2007 - Fabri Fibra - Un'Altra Chance
- 2007 - Michael Rose - Waan the thing
- 2007 - Gentleman - Celebration
- 2007 - Sizzla - Meditation / Nuh Betta Than M
- 2007 - Jaka - In A The Ghetto / Padri di Famigghia

Canções
- 2004 - One Sound
- 2006 - Herbalist
- 2006 - Call Up Jah
- 2006 - Gal Dem
- 2006 - Ghetto
- 2007 - Wright Or Wrong
- 2007 - Guess Who's Coming
- 2007 - Sound Killa / Version
- 2007 - Rastafari Anthem
- 2007 - One Day
- 2007 - Police
- 2007 - Slam Bam
- 2007 - Kingston Town
- 2010 - Kingdom of Zion

## Ligação Externa
- Myspace